# Салатко-Петрище, Михаил Людвигович
Михаил Людвигович Салатко-Петрище (1869—1935) — российский военный деятель и педагог, генерал-майор.

## Биография
Родился 14 сентября 1869 года в Витебске, происходил из старинного польско-литовского дворянского рода.
С 1887 года после окончания Калужской мужской гимназии поступил на военно-училищный курс в Московское пехотное юнкерское училище, после окончания которого в 1888 году был произведён в подпоручики и выпущен в Киевский 5-й гренадерский полк в составе 2-й гренадерской дивизии. С 1889 году был переведён в лейб-гвардию с производством в подпоручики гвардии и назначением в Московский лейб-гвардии полк в составе 2-й гвардейской пехотной дивизии. В 1893 году произведён в поручики гвардии. С 1897 года после окончания Александровской военно-юридической академии с отличием по I разряду, за отличные успехи в науках был произведён в штабс-капитаны гвардии. С 1897 по 1899 год продолжал службу в Московском лейб-гвардии полку на должности командира роты.
С 1899 год переведён в Главное управление военно-учебных заведений с назначением на должность младшего офицера Алексеевского военного училища. В 1901 году был произведён в капитаны гвардии с переименованием в подполковники и назначением на должность штатного преподавателя законоведения Алексеевского военного училища. В 1905 году за отличие по службе был произведён в полковники. С 1912 по 1916 год — инспектор классов Ярославского кадетского корпуса. В 1913 году за отличие по службе был произведён в генерал-майоры. С 1916 по 1918 год — инспектор классов Суворовского кадетского корпуса.

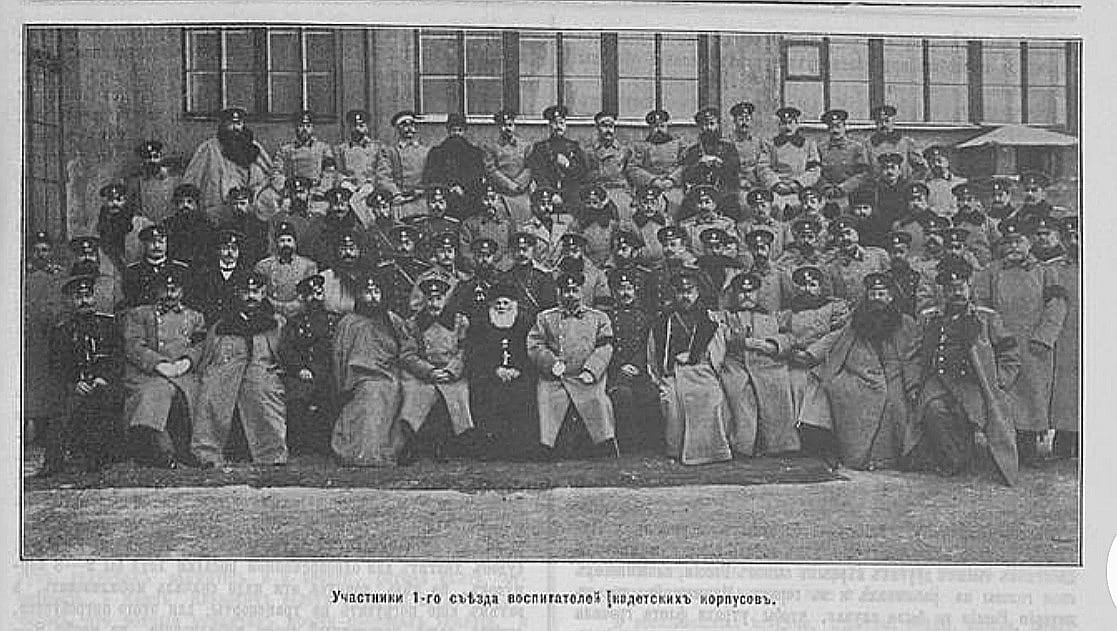
Первый ряд: А. И. Калишевский, Н. А. Хамин, Е. Е. Семашкевич, П. Н. Лазарев-Станищев, В. В. Римский-Корсаков, В. Э. Данкварт, В. А. Шильдер, Л. П. Войшин-Мурдас-Жилинский, Н. А. Радкевич, В. В. Григоров, Н. П. Попов, В. М. Кох. Второй ряд: Н. А. Зотов, М. Л. Салатко-Петрище, Н. Д. Казанцев, К. П. Сангайло, В. В. Цытович, М. А. Трубников, В. И. Греков, А. В. Полторацкий, Г. Ф. Гирс, А. Н. Зауервейд, Е. И. Глотов, А.Ф Вячеслов, И. И. Рыковский, Н. К. Михайловский, В. Д. Языков, А. Л. Вильке, Д. А. Агищев, Н. Н. Бахтин, А. Н. Антонов, Е. А. Заржецкий. Третий ряд: М. А. Угрюмов, Н. Г. Лукирский, В. В. Гаврилович, Ф. В. Гринев, Б. А. Вильбоа, В. П. Дзякович, И. А. Завадский, Г. Д. Дитерихс, М. И. Мягков, В. И. Попов-Азотов, Н. Л. Хитрин, В. О. Плошинский, А. С. Азарьев, Н. Д. Коптев, В. А. Муромцев, Ф. Н. Доннер, В. В. Смирнов, А. Д. Ромашкевич, Н. Н. Купчинский, М. А. Сафонов. Четвёртый ряд: К. К. Лютер, Н. С. Желязовский, В. С. Лавров, Б. А. Гартвиг, А. С. Манучаров, В. И. Бурков, Т. В. Львов, П. П. Шаховской, В. С. Яковлев, В. Д. Чемякин, П. П. Черепанов, И. Г. Денисов, В. В. Татаринов, Н. В. Петров. Санкт-Петербург. 1908 год

В 1918 году арестовывался органами Московской ВЧК. С 1918 года направился на Юг России где становится участником Белого движения. С 1918 года состоял в резерве чинов при военно-морском отделе Добровольческой армии. С 22 ноября по 1 декабря 1918 год — постоянный член, а с 1918 по 1919 год — председатель судебно-следственной комиссии при Штабе Вооружённых сил Юга России. С 1919 по 1920 год служил в Русской армии генерала П. Н. Врангеля, состоял в резерве чинов при Севастопольской крепостной артиллерии. В 1920 году в составе армии был эвакуирован из Крыма на корабле «Истерн-Виктор» в Королевство сербов, хорватов и словенцев в город Каттаро. С 1921 по 1924 год — преподаватель Крымского кадетского корпуса.
Умер 19 мая 1935 года в Белграде, похоронен на Новом кладбище.

## Награды
- Орден Святого Станислава 3-й степени (1901)
- Орден Святой Анны 3-й степени (1903)
- Орден Святого Станислава 2-й степени (1908)
- Орден Святой Анны 2-й степени (1911)
- Орден Святого Владимира 4-й степени (1913)
- Орден Святого Владимира 3-й степени (1915)
- Орден Святого Станислава 1-й степени (1916)